# Hvad højen fortalte
Hvad højen fortalte er en dansk naturfilm fra 1964 instrueret af Frank Wenzel efter eget manuskript.

## Handling
Dagliglivet omkring en høj med forskellige fugle: ørnen, hornuglen, fiskehejren, svalekliren, tårnfalken, sangdroslen og gøgen som har lagt sine æg i rørsangerens rede. Alle har de unger, som skal fodres.